# Elżbieta Ostrowska (1923–2007)

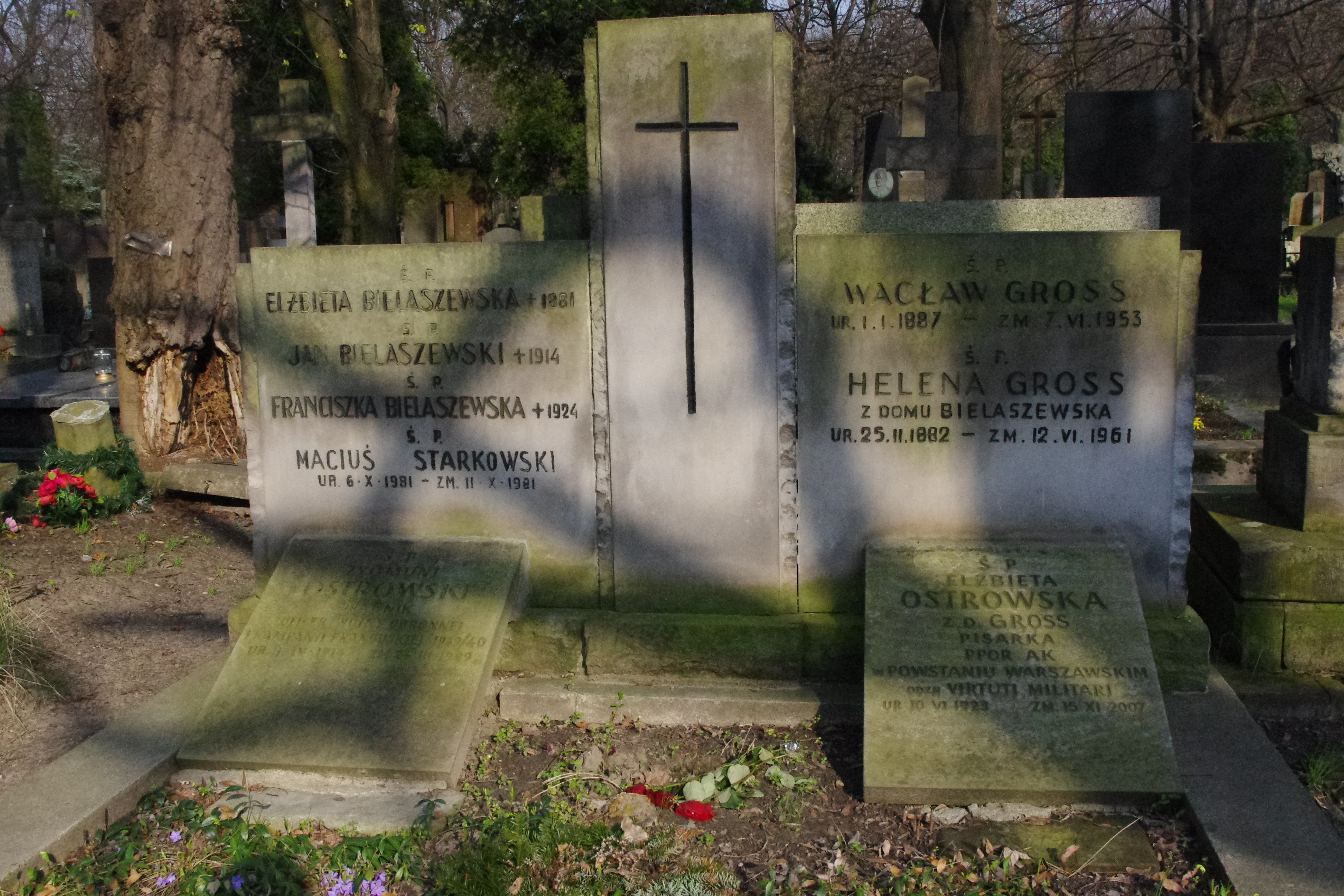
Grób Elżbiety Ostrowskiej na cmentarzu Powązkowskim w Warszawie (stan na kwiecień 2012)

Elżbieta Ostrowska, ps. „Ela” (ur. 10 czerwca 1923 w Warszawie, zm. 15 listopada 2007 tamże) – polska pisarka, działaczka na rzecz upamiętnienia roli kobiet w okresie II wojny światowej.

## Życiorys
Urodziła się w rodzinie Wacława Grossa i Heleny z Bielszewskich. W czasie okupacji niemieckiej była instruktorką tajnego harcerstwa i referentem Wojskowej Służby Kobiet Obwodu Warszawa-Mokotów. Podczas powstania warszawskiego była dowódcą Okręgowej Składnicy Meldunkowej „S” w Alejach Jerozolimskich, a także kierowniczką łączności kanałowej Warszawa-Południe. Po upadku powstania była więźniem obozu Bergen-Belsen, później kobiecego Oflagu IX C Molsdorf. Oficer łącznikowy do spraw Armii Krajowej w Paryżu. Członek Komisji Weryfikacji AK na terenie Francji, Belgii i Holandii. W Paryżu wyszła za Zygmunta Ostrowskiego – oficera sztabu u ppłk Fieldorfa, uczestnika walk 51 pułku piechoty i 1 Dywizji Grenadierów Polskich we Francji.
Twórczość literacką zaczęła w 1954 roku jako autorka piosenek i wierszy dla dzieci, sztuk dla teatrów kukiełkowych, słuchowisk radiowych i innych programów. W 1955 roku przyjęta do ZAIKS-u, a w roku 1965 do Związku Literatów Polskich. Dopiero po latach powróciła w swej twórczości do lat wojennych. Działała Społecznie w Komisji Historii Kobiet w Walce o Niepodległość oraz w Prezydium Zarządu Głównego Światowego Związku Żołnierzy Armii Krajowej w I i II kadencji.
W 1974 roku otrzymała Nagrodę Polityki w dziedzinie Pamiętników za książkę W Alejach spacerują „Tygrysy”. Sierpień-wrzesień 1944.
Zmarła w Warszawie, pochowana na cmentarzu Powązkowskim (kwatera 210-4-16/17).

## Wybrana bibliografia
- W Alejach spacerują „Tygrysy”. Sierpień-wrzesień 1944 (Państwowy Instytut Wydawniczy, Warszawa 1973 r.).
- ... a wolność była wśród drutów: oflag IXc Molsdorf... (Państ. Wydaw. Naukowe, Warszawa, 1991 r., ISBN 83-01-09196-7).
- Kanały: z tajemnic powstańczej Warszawy: łączność dowodzenia i ewakuacje na trasach południowych (Askon, cop., Warszawa, 2003 r., ISBN 83-87545-65-1).
- Miecz wzniesiesz albo tarczę, Warszawa 1939–1944 (First Business College, Warszawa, 1994, ISBN 83-85746-15-3).
- Współautorka pozycji Powstanie Warszawskie - służby w walce oraz Słownika Kobiet-uczestniczek walk o niepodległość Polski 1939–1945.

### Książki dla dzieci
- Czarodziejski Mostek. Baśnie Ludowe (1959)
- Nocne Kłopoty Zabawek Doroty (1959)
- Korale Pani Jesieni (1960)
- Krokusowa Łączka. Rośliny Chronione (1961)
- Zabawne Niedźwiadki (1961)
- Narodziny Rzeki (1963)
- Bajka o Jesiennym Szalu (1964)
- Chatka Bajek (1965)
- Pajacyk Zaginął (1966)
- Opowieść o Bursztynie (1967)
- O Bartku Doktorze: baśń ludowa dla dzieci starszych (1967)
- Dziwna tajemnica (1968)
- Wichrowa Igraszki (1968)

## Ordery i odznaczenia
- Krzyż Srebrny Orderu Wojennego Virtuti Militari (Prezydent RP na obczyźnie w 1946)
- Krzyż Oficerski Orderu Odrodzenia Polski (15 czerwca 2007)[3]
- Krzyż Walecznych (Komendant Okręgu Warszawskiego AK 1944)
- Srebrny Krzyż Zasługi z Mieczami (Komendant Okr. Warsz. AK 1944)
- Warszawski Krzyż Powstańczy[4]